# Wanted You
Wanted You è un singolo del rapper canadese Nav pubblicato il 3 novembre 2017.

## Video musicale
Il video musicale, della durata di 3:51, è stato pubblicato sul canale VEVO di Nav.

## Tracce
1. Wanted You – 3:48